# Sennori
Sennori (Sènnaru in sardo, Sènnari in sassarese) è un comune italiano di 6 722 abitanti, facente parte della Rete metropolitana del Nord Sardegna, nella città metropolitana di Sassari in Sardegna, nella regione storica della Romangia. Sennori fa parte dell'Associazione nazionale città del vino dal 1987 (anno di fondazione della stessa) è il primo comune della Sardegna a ricevere il titolo, fa anche parte dell'Associazione nazionale città dell'olio.

## Geografia fisica

### Territorio
Sennori, disposto ad anfiteatro tra colline e una valle, si apre sul golfo dell'Asinara, nel nord della Sardegna. Questa posizione permette di godere di un notevole panorama sulle coste del golfo da Stintino a Castelsardo, isola dell'Asinara compresa. È circondato da campagne fertili ricche di oliveti, frutteti e vigne che sono la fonte primaria dell'economia sennorese e da cui si ottengono ottime produzioni di vino e di olio d'oliva.
Collocato ad un'altitudine di 277 m sul livello del mare, ha una popolazione di quasi 7 000 abitanti ed una superficie territoriale di 31,43 km². Sennori è adagiato su una collina di tufo calcareo, ai cui piedi si estende l'intero arco del Golfo dell'Asinara. Stretto tra i territori dei comuni di Sassari, Osilo e Sorso, ha un suolo abbastanza fertile e intensamente coltivato; vi dominano le colture dell'olivo, della vite e, lungo tutta la vallata solcata dal fiume Silis, quelle degli alberi da frutta e del carciofo. Scarsamente praticata la pastorizia, praticata perlopiù da allevatori provenienti da altre località.

## Storia

### Preistoria ed epoca nuragica
La presenza dell'uomo nel territorio di Sennori è attestata a partire dal neolitico come testimoniano i numerosi siti archeologici quali le domus de janas dell'Orto di Beneficio Parrocchiale, la necropoli di Serra Crabiles. Anche durante il periodo nuragico il territorio di Sennori fu ampiamente frequentato come testimoniano il sito di Su Nuraghe, il nuraghe di Badde Margherita, il Nuraghe di Badde Puttu, il Nuraghe di San Biagio e la tomba dei giganti di Oridda.

### Epoca punica e romana
Il periodo punico è quasi del tutto assente; non così il periodo romano riccamente documentato, non a caso infatti la regione storica della Romangia, in cui si trova Sennori, prende il nome da Romania, ovvero le terre conquistate da Roma, in contrapposizione alla Barbaria o Barbagia, cioè le terre popolate dai "barbari". Durante il periodo romano molto probabilmente avvenne la fondazione del paese, come villaggio-presidio di soldati romani per monitorare la vicina e bellicosa tribù dei Sossinati, citata in diverse fonti classiche.

### Epoca giudicale e comunale
Con l'avvento dei Giudicati, Sennori entrò a far parte del giudicato di Torres o Logudoro, specificatamente nella curatoria di Romangia. Nel 1082 Sennori viene citato per la prima volta in un documento storico, ovvero l'atto di donazione all'opera di Santa Maria di Pisa del monastero di San Michele di Plaiano con tutte le sue pertinenze, tra cui la "Domo de Sanctae Maria de Sennor". Caduto il giudicato di Torres, Sennori entrò a far parte della repubblica sassarese nel 1294.

### Epoca aragonese e spagnola
A seguito della caduta della repubblica sassarese e con la conquista della Sardegna da parte degli Aragonesi, venne istituito il feudo di Sennori che andò a far parte dell'Incontrada di Romangia. Nel 1342 è citata per la prima volta la chiesa parrocchiale di San Basilio Magno e il primo rettore parrocchiale Pietro de Serra. Nel 1440 tutti i feudi della Romangia, compreso quello di Sennori, finirono nelle mani di Gonnario Gambella che divenne il primo barone di Romangia. Fu baronessa anche la sua nipote Rosa Gambella, succeduta al figlio Antonio, figura solenne e controversa, viceregina di Sardegna, la sua triste vicenda fu raccontata nell'omonimo romanzo da Enrico Costa. A ricordo dell'epoca feudale rimane tuttora il palazzo denominato "Palattu Ezzu". Nel 1553 il paese fu tra quelli visitati durante la visita pastorale di Salvatore Alepus arcivescovo di Sassari.

### Epoca sabauda
Anche Sennori fu teatro, insieme a Sorso, dei tumulti anti-feudali del 1796, anche perché il Rettore di Sennori Don Cristoforo Aragonez partecipò alla sollevazione popolare. Nel 1830 Sennori e Sorso mossero lite al barone Don Vincenzo Amat uscendo prima sconfitti ma poi vittoriosi. Anche alla fine dell'Ottocento si ebbero fremiti sociali a Sennori con la fondazione a Sorso da parte del sennorese Antonio Catta del partito "Popolo Sovrano" che ebbe ampia risonanza anche a Sennori.
Nel 1839, con l'abolizione del sistema feudale, il paese venne riscattato agli Amat di San Filippo, ultimi feudatari, per diventare un comune autonomo retto da un sindaco e da un consiglio comunale.

### Epoca contemporanea
Durante le due guerre mondiali Sennori venne risparmiato dai bombardamenti volontari, poiché durante la costruzione della cappella del Cimitero fu trovata una bomba inesplosa della seconda guerra mondiale. Sempre nel secondo conflitto mondiale Sennori fu colpito da attacchi portati con mitragliatrici aeree, che fecero anche una vittima. Dopo gli anni settanta e ottanta del XX secolo l'abitato si espanse dando vita ai quartieri del Monte, della Scala, della Salamagna e di Montigeddu.

## Monumenti e luoghi d'interesse

### Architetture religiose

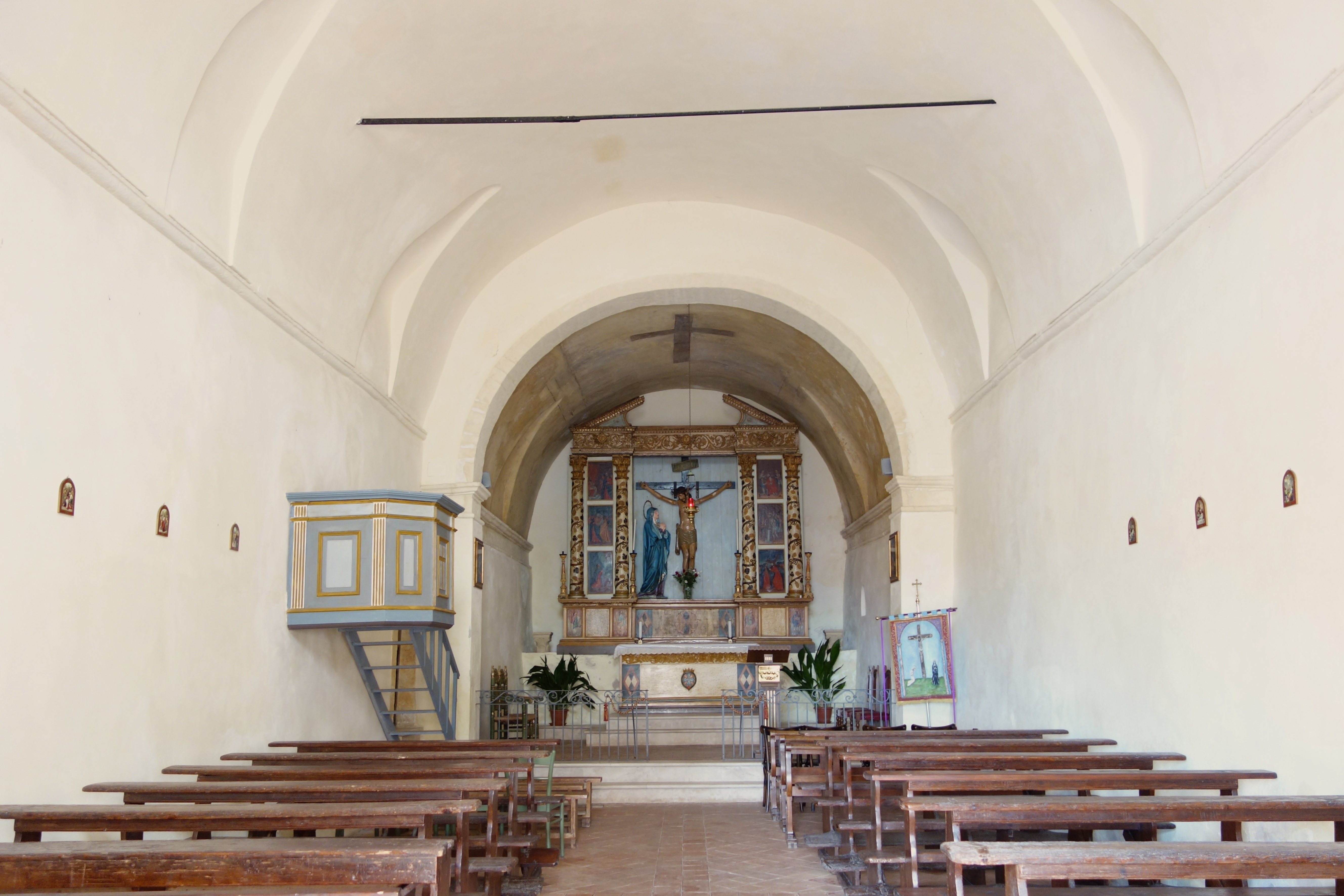
Chiesa di Santa Croce

Nel centro storico di Sennori e nella vicina periferia si trovano vari edifici di culto cattolico: il principale, la cui facciata e campanile sono visibili da vari angoli del paese, è dedicata a san Basilio Magno. L'edificio è di origine trecentesca il cui restauro si è svolto tra maggio e ottobre 2015, e fu completamente ricostruito negli anni cinquanta del XX secolo. Il campanile fu invece costruito verso la seconda metà degli anni '60.
Le chiese minori sono la Santa Croce, risalente al Quattrocento, la settecentesca Santa Lucia, la moderna chiesa dedicata alla Madonna del Rosario (costruito nella metà degli anni sessanta del XX secolo, che al suo interno ingloba i resti seicenteschi dell'antica chiesa della Madonna del Rosario), la recente chiesa di San Biagio nel quartiere di Montigeddu (costruita nel 2018) e la chiesa campestre di San Giovanni Battista, dove si svolge una festa molto sentita dalla comunità sennorese).

## Società

### Evoluzione demografica
Abitanti censiti

### Lingue e dialetti
Il sardo parlato di Sennori, appartenente al troncone linguistico logudorese, si caratterizza per una particolarità: il plurale femminile viene cambiato al maschile. Alcuni esempi: "le porte" in logudorese "sas jannas", in sennorese "sos jannos"; " le chiavi" in sardo logudorese "sas jaes", in sennorese "sos jais". Si pensa che tale fenomeno sia dovuto all'influenza linguistica che il dialetto sennorese abbia avuto dai vicini dialetti sorsense e sassarese del turritano. Proprio quest'ultimo ha avuto un ruolo importante, in quanto moltissimi sennoresi, con l'espansione commerciale di Sassari, hanno frequentato sempre più costantemente i mercati della vicina città, assorbendone alcune contaminazioni linguistiche. Anche il sassarese utilizza l'articolo maschile per il plurale femminile delle cose, come ad esempio "le porte" la ianna al sing., li ianni al plur., "la sedia" la cadrea sing., li cadrei plur.

## Cultura

### Eventi
Le feste religiose sono sei, tutte della durata di alcuni giorni. La festa più importante del paese è quella di San Giovanni conosciuta in tutta la Sardegna per la sua grande cavalcata e sfilata di costumi ogni anno con differenti gruppi in costume della Sardegna mentre, quella di più recente istituzione, è la festa di San Biagio, divenuta una delle sagre più conosciute e attese del territorio della Romangia. Da non dimenticare poi "Calici di stelle", che si svolge il 10 agosto e "i giochi estivi" che si svolgono a luglio al campo sportivo, chiamati "sennoriestate" (giochi senza quartiere). In questi giochi partecipano 16 squadre che per una settimana si danno lotta con gavettoni, tiri alla fune e altri giochi. L'ultimo giorno si svolge la finalissima che culmina con una sfilata di moda in cui ogni squadra presenta in passerella una coppia di giovani. Alla fine vengono decretati "miss e mister Sennori estate e miss e mister sorriso". La manifestazione si conclude con la proclamazione della squadra vincitrice e l'avvio di una serata di musica.

## Geografia antropica

### Quartieri e frazioni
- Montijeddu
- Santa Lucia (Santa Lughia)
- Le Conce (Sa Conza)
- Salamagna
- Il Rosario (Su Rosariu)
- Badde
- Su Pedrareddu
- La Scala (S'Iscala)
- Campusanteddu
- Baddiorina
- Su Monte
- Monte Mario
- Fontana fredda (Funtana fritta)
- Sa Buivarera
- Santa Croce (Santa Rughe)
- Piazza (Piatta), centro del paese
- San Giovanni

## Economia

### Produzioni alimentari
Nel comune di Sennori è praticata, in particolare, la coltivazione dell'ulivo e della vite. Sono numerosi gli ettari dedicati a queste due colture e numerosi sono i piccoli produttori di vino e di olio.

## Galleria d'immagini

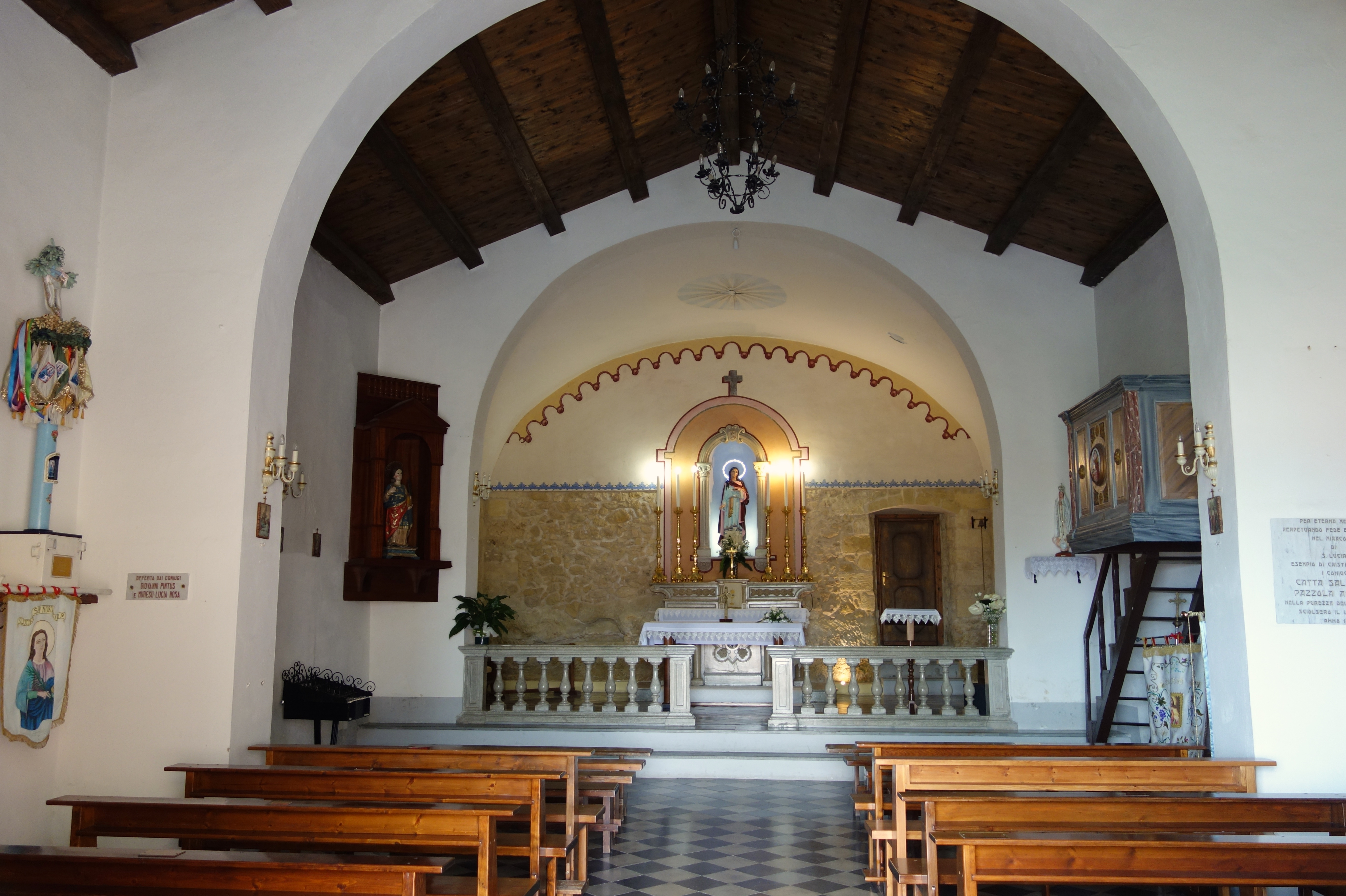
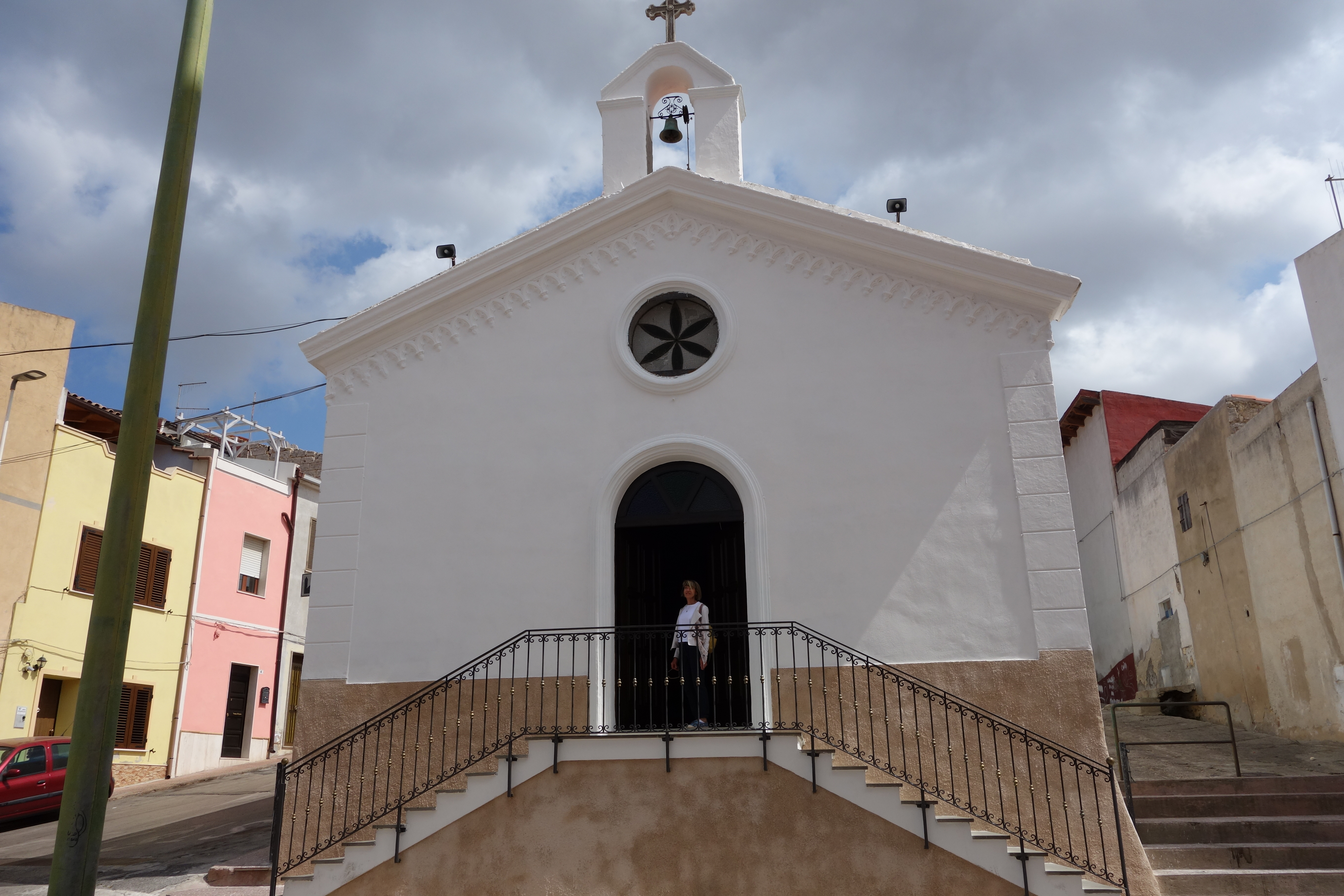
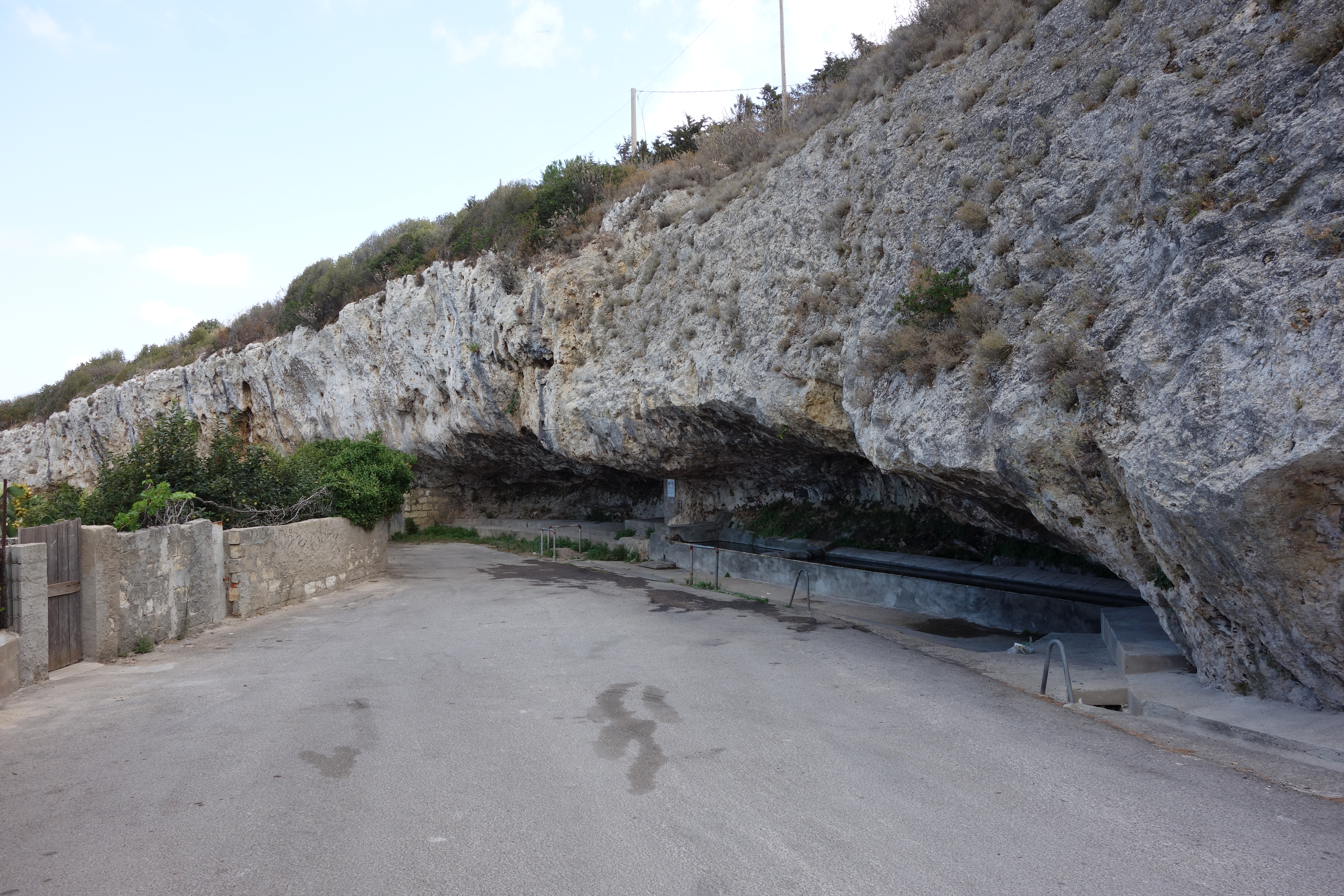

## Amministrazione
| Periodo         | Periodo         | Primo cittadino | Partito                                              | Carica  | Note   |
| --------------- | --------------- | --------------- | ---------------------------------------------------- | ------- | ------ |
| 6 giugno 1993   | 27 aprile 1997  | Giovanni Desini | lista eterogenea                                     | Sindaco | [ 5 ]  |
| 27 aprile 1997  | 13 maggio 2001  | Cicito Morittu  | liste civiche di centro-sinistra                     | Sindaco | [ 6 ]  |
| 13 maggio 2001  | 28 maggio 2006  | Antonio Canu    | lista civica (cdx)                                   | Sindaco | [ 7 ]  |
| 28 maggio 2006  | 15 maggio 2011  | Antonio Canu    | lista civica (cdx)                                   | Sindaco | [ 8 ]  |
| 15 maggio 2011  | 5 giugno 2016   | Roberto Desini  | lista civica "Sennori Prima di Tutto"                | Sindaco | [ 9 ]  |
| 6 giugno 2016   | 11 ottobre 2021 | Nicola Sassu    | lista civica "Lavoriamo Insieme" (cdx)               | Sindaco | [ 10 ] |
| 11 ottobre 2021 | in carica       | Nicola Sassu    | lista civica "Continuiamo insieme Sennori 4.0" (cdx) | Sindaco | [ 11 ] |